# Eric Geboers
Eric Geboers (Neerpelt, 5 augustus 1962 - Mol, 6 mei 2018), ook wel The Kid, was een Belgisch motorcrosser.

## Levensloop
Geboers groeide op in een gezin met zes zonen en een dochter. Zijn ouders hadden een café met benzinestation.
Hij won 39 Grote Prijzen tijdens zijn motorcrosscarrière. Hij werd wereldkampioen 125cc in 1982 en 1983 met een Suzuki. In 1987 werd hij wereldkampioen 250cc op een Honda, en zowel in 1988 als in 1990 haalde hij de wereldtitel 500cc, ook met Honda. Hij was de eerste op de wereld die wereldkampioen is geworden in de 125, 250 en de 500cc, reden waarom hij werd aangeduid als Mister 875cc. Op 5 augustus 1990, toen hij het wereldkampioenschap won op de Citadel van Namen, stopte hij definitief met het crossen.
Na het einde van zijn professionele motorcrosscarrière startte Geboers twee bedrijven op, EG Heliservice en Heli Europe, actief in dienstverlening voor helitransport. Hij vervoegde ook van 1993 tot december 2015 zijn oudere broer Sylvain als teammanager bij het Suzuki-fabrieksteam Geboers Racing Promotion met als rijders onder andere Greg Albertyn, Marnicq Bervoets, Steve Ramon, Ken De Dycker, Kevin Strijbos en Clément Desalle.
Daarnaast was hij actief in endurance in de autosport waar hij reed in het FIA GT kampioenschap. Zo werd hij samen met Wim Daems in 2001 negende op het Circuito Permanente del Jarama in de FIA GT Jarama 500 km in een Chrysler Viper GTS-R, of reed hij in het team van Kurt Mollekens mee in de 24 uur van Spa-Francorchamps in 2001 en 2002 met een Porsche 911 Bi-Turbo. Hij werd ook organisator van motorcrosswedstrijden waaronder de Belgische Grand Prix van het wereldkampioenschap, eerst in Namen aan de Citadel van 2002 tot en met 2007 en van 2008 tot zijn overlijden in Lommel.
Op 13 maart 2004 meldde Het Nieuwsblad dat zijn bedrijf EG Heliservice officieel failliet was zonder duidelijke oorzaak nadat het bedrijf enkele jaren had stilgelegen. De curator vermeldde problemen die er altijd waren met de vergunningen. Op 19 juli 2017 werd het faillissement beëindigd door vereffening. De Vlaamse Ondernemer schreef in 1998 dat het bedrijf nachtvluchten mocht uitvoeren.
Op 6 mei 2018 werd Geboers vermist nadat hij in de waterplas van het recreatiedomein Miramar in Mol vanuit een plezierboot een hond in nood achterna sprong. Op 7 mei 2018 werd zijn lichaam teruggevonden. Geboers was 55.

## Erkenning
In 1988 werd hij Sportman van het jaar en kreeg hij de Nationale trofee voor sportverdienste.
1928 Louis Crooy en Victor Groenen · 1929 Georges Ronsse · 1930 Hyacinthe Roosen · 1931 René Milhoux en Jules Tacheny · 1933 Jef Scherens · 1934 Union Sint-Gillis · 1935 Arnold de Looz-Corswarem · 1936 Ernest Demuyter · 1937 Joseph Mostert · 1938 Hubert Carton de Wiart · 1939 Henry de Menten de Horne · 1940 Fernande Caroen · 1941 Jan Guilini · 1942 Pol Braekman · 1943 Albert de Ligne · 1944 niet toegekend · 1945 vliegend personeel van de Belgische sectie van de Royal Air Force · 1946 Gaston Reiff · 1947 Micheline Lannoy en Pierre Baugniet · 1948 Etienne Gailly · 1949 Feru Moulin · 1950 Briek Schotte · 1951 Johny Claes en Jacques Ickx · 1952 André Noyelle · 1953 bemanning van het jacht Omoo (zeilsport) · 1954 Adolf Verschueren · 1955 Roger Moens · 1956 Gilberte Thirion · 1957 Jacky Brichant en Philippe Washer · 1958 René Baeten · 1959 Belgische hockeyploeg bij de mannen · 1960 Flory Van Donck · 1961 Rik Van Looy · 1962 Gaston Roelants · 1963 Aureel Vandendriessche · 1964 Joël Robert · 1965 Eerste Jachtwing van de Belgische Luchtmacht · 1966 Raymond Ceulemans · 1967 Ferdinand Bracke en Eddy Merckx · 1968 Jacky Ickx · 1969 Serge Reding · 1970 Freddy Herbrand · 1971 Miel Puttemans · 1972 Karel Lismont · 1973 Roger De Coster · 1974 Paul Van Himst · 1975 Jean-Pierre Burny · 1976 Ivo Van Damme · 1977 Gaston Rahier · 1978 RSC Anderlecht · 1979 Robert Van de Walle · 1980 Belgische voetbalploeg bij de mannen · 1981 Annie Lambrechts · 1982 Ingrid Berghmans · 1983 Eddy Annys · 1984 André Malherbe · 1985 niet toegekend · 1986 William Van Dijck · 1987 Ingrid Lempereur · 1988 Eric Geboers · 1989 Michel Preud'homme · 1990 Jan Ceulemans · 1991 Jean-Michel Saive · 1992 Annelies Bredael · 1993 Vincent Rousseau · 1994 Brigitte Becue · 1995 Frédérik Deburghgraeve · 1996 Johan Museeuw · 1997 Luc Van Lierde · 1998 Ulla Werbrouck · 1999 Gella Vandecaveye · 2000 Joël Smets · 2001 Kim Clijsters en Justine Henin · 2002 Marc Wilmots · 2003 Stefan Everts · 2004 Axel Merckx · 2005 Tom Boonen · 2006 Kim Gevaert en Tia Hellebaut · 2007 4x100m-estafetteploeg voor vrouwen · 2008 niet toegekend · 2009 Philippe Gilbert · 2010 Philippe Le Jeune · 2011 Kevin Borlée · 2012 Evi Van Acker · 2013 Frederik Van Lierde · 2014 Daniel Van Buyten · 2015 4x400m-estafetteploeg voor mannen · 2016 Nafissatou Thiam · 2017 David Goffin · 2018 Nina Derwael · 2019 Belgische hockeyploeg bij de mannen · 2020 Wout van Aert · 2021 Bashir Abdi · 2022 Remco Evenepoel · 2023 Bart Swings · 2024 Lotte Kopecky